# Sataspes (geslacht)
Sataspes is een geslacht van vlinders uit de onderfamilie Smerinthinae van de familie pijlstaarten (Sphingidae). Het vlindergeslacht is vernoemd naar de Perzische zeevaarder Sataspes.

## Soorten
- Sataspes cerberus G Semper, 1896
- Sataspes infernalis (Westwood, 1847)
- Sataspes ribbei Rober, 1885
- Sataspes scotti Jordan, 1926
- Sataspes tagalica Boisduval, 1875

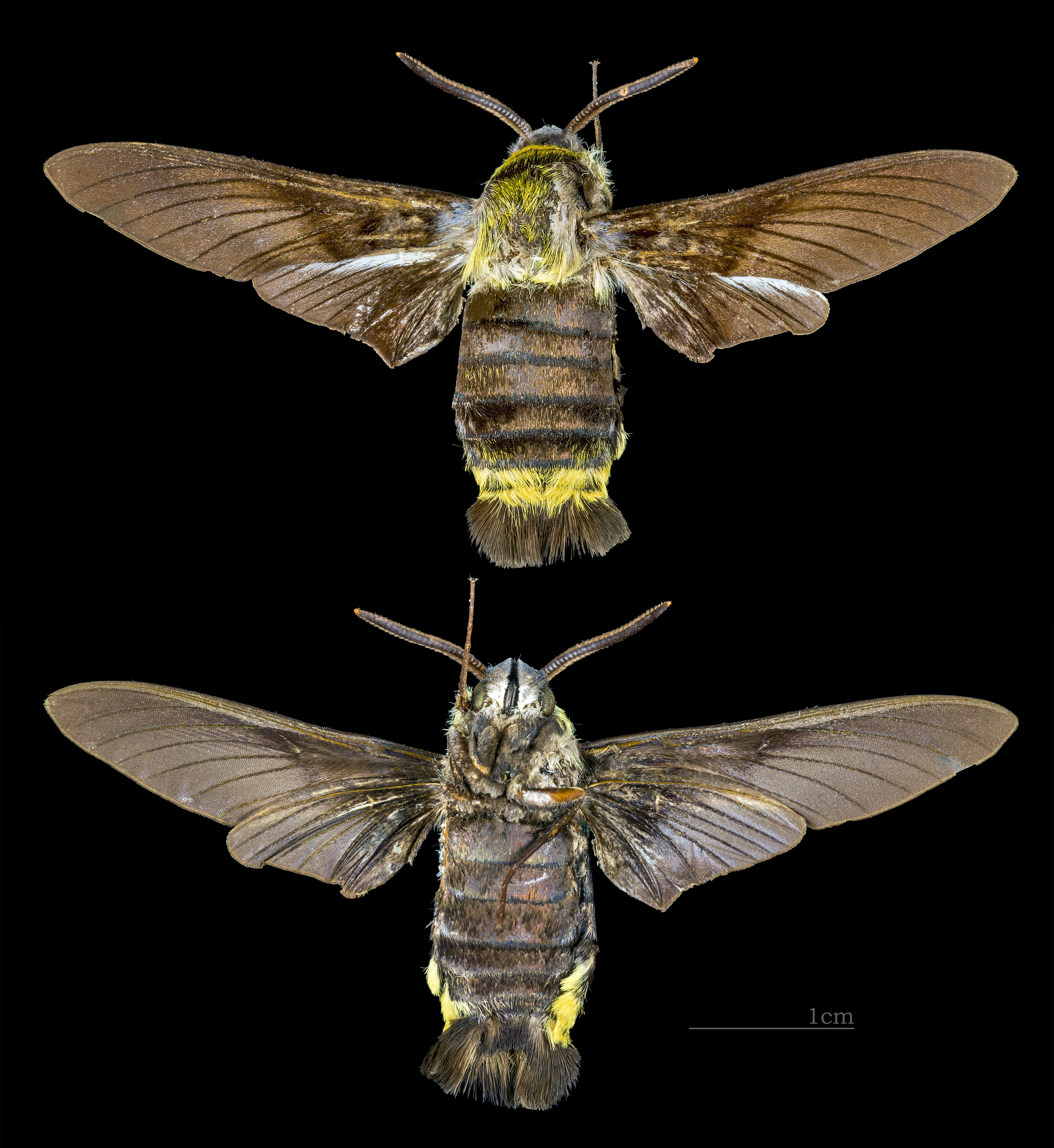
Sataspes infernalis
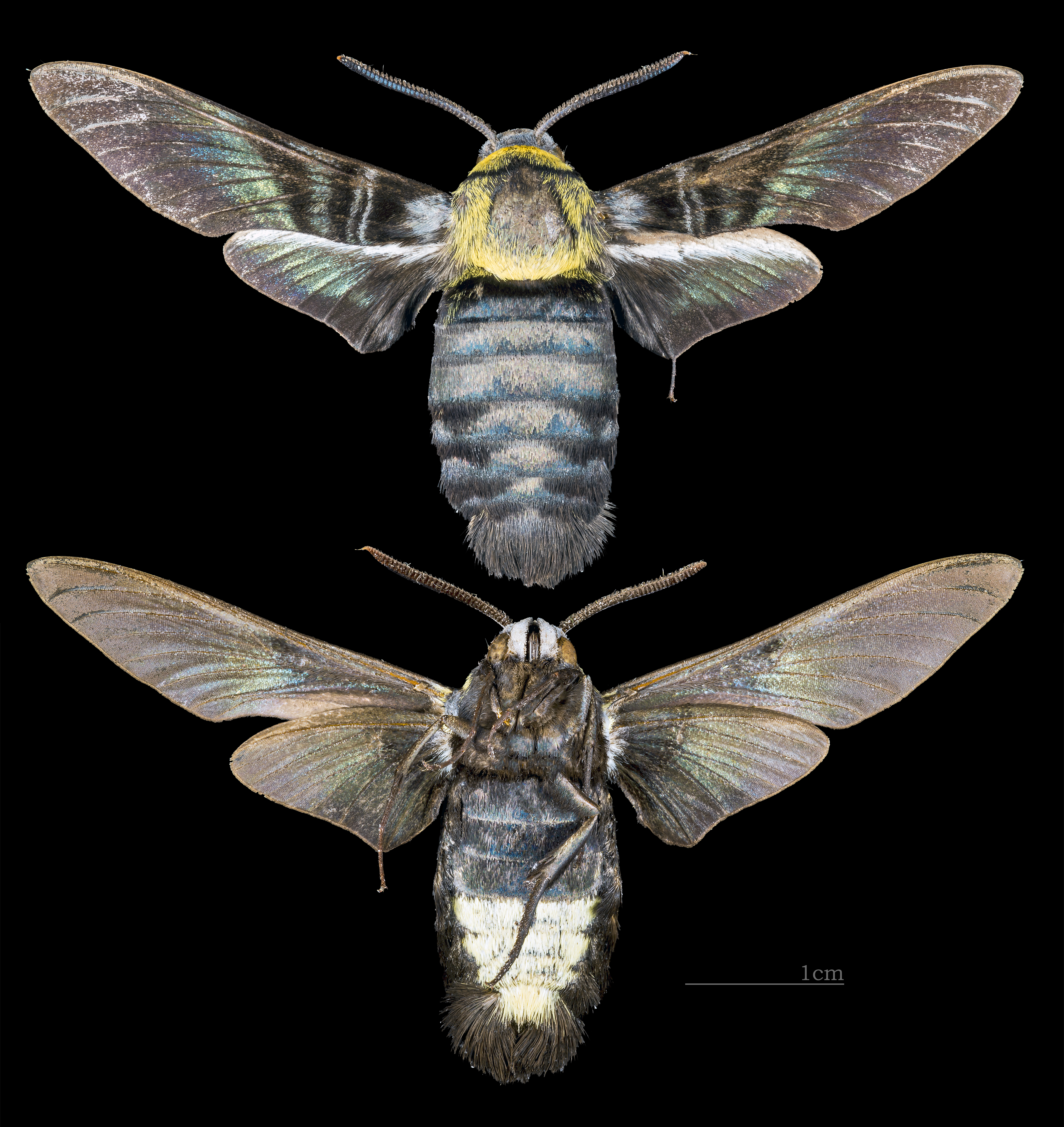
Sataspes tagalica